# Gallicano nel Lazio
Gallicano nel Lazio es una localidad italiana de la provincia de Roma, región de Lacio, con 5.837 habitantes.

## Evolución demográfica
| Gráfica de evolución demográfica de Gallicano nel Lazio entre 1861 y 2001 |
|                                                                           |
| Fuente ISTAT - elaboración gráfica de Wikipedia                           |